# Lista de membros associados da Academia Brasileira de Ciências empossados em 1980
Esta lista contém os nomes dos membros associados da Academia Brasileira de Ciências empossados em 1980. 
A categoria de associados foi extinta na reforma estatutária ocorrida em 1999. Ambas as categorias titular e associado são de caráter vitalício. 
| Imagem | Nome            | Datas de nascimento e falecimento | Local de nascimento | Área de especialização | Alma mater | Data de posse       | Conhecido por | Referências |
| ------ | --------------- | --------------------------------- | ------------------- | ---------------------- | ---------- | ------------------- | --- | ----------- |
|        | Jack Schechtman | 18 de junho de 1939               | Rio de Janeiro, RJ  | Ciências Matemáticas   | UFRJ       | 08 de abril de 1980 | Foi orientado por Lindolpho de Carvalho Dias e Elon Lages Lima. Recebeu o prêmio Bernard Fridman da Universidade da Califórnia em Berkeley (1973). | [ 3 ]       |